# Glandularia uruguayensis
Glandularia uruguayensis là một loài thực vật có hoa trong họ Cỏ roi ngựa. Loài này được (Moldenke) ined. mô tả khoa học đầu tiên.